# Hicham El Guerrouj
Hicham El Guerrouj (arab. هشام الكروج; ur. 14 września 1974 w Barkan) – marokański lekkoatleta specjalizujący się w biegach średnio- i długodystansowych. Dwukrotny złoty i srebrny medalista igrzysk olimpijskich, czterokrotny mistrz świata, trzykrotny halowy mistrz świata, medalista mistrzostw świata juniorów, autor wielu rekordów świata.

## Przebieg kariery
W 1992 roku zdobył brązowy medal mistrzostw świata do lat 20 w konkurencji biegu na 5000 m, był również uczestnikiem mistrzostw świata w biegach przełajowych, w ramach których na 14. miejscu ukończył start w indywidualnej rywalizacji juniorów. Medal zmagań tej rangi wywalczył rok później, podczas czempionatu rozgrywanego w Amorebieta-Etxano (w drużynowych zmaganiach juniorów). Przełomem w karierze okazał się rok 1995, wtedy Marokańczyk zdobył w Barcelonie złoty medal halowych mistrzostw globu w konkurencji biegu na 1500 m, w tej samej konkurencji został również srebrnym medalistą mistrzostw świata w Göteborgu.
Podczas igrzysk olimpijskich w Atlancie startował w konkursie biegu na 1500 m. W swojej grupie był najszybszy w fazie zarówno eliminacyjnej, jak i półfinałowej, jednak w finale zawodów zajął ostatnie 12. miejsce z rezultatem czasowym 3:40,75.
W latach 1996–1998 uczestniczył w finałach Grand Prix IAAF, za każdym razem swój występ kończył w gronie najlepszych trzech lekkoatletów (w 1996 i 1998 roku w biegu na 1500 m; w 1997 roku zaś w konkurencji biegu na 1 milę). W 1997 roku obronił tytuł halowego mistrza świata w biegu na 1500 m, ponadto pierwszy raz w karierze został mistrzem świata na stadionie w tej samej konkurencji. W 1999 roku powtórnie okazał się złotym medalistą mistrzostw globu (również w konkurencji biegu na 1500 m),
W czasie igrzysk olimpijskich w Sydney wywalczył srebrny medal w konkurencji biegu na 1500 m. W finale uzyskał czas 3:32,32 – był on o 0,25 s gorszy niż w przypadku reprezentanta Kenii Noaha Ngeny'ego.
W biegu na 1500 m zdobył 3. i 4. tytuł mistrza świata, podczas ogólnoświatowego czempionatu rozgrywanego odpowiednio w 2001 i 2003 roku. Na halowych mistrzostwach świata w Lizbonie zdobył z kolei złoty medal w konkurencji biegu na 3000 m. Na igrzyskach olimpijskich w Atenach otrzymał tytuły mistrzowskie w konkurencji biegu na 1500 m (w finale osiągnął rezultat 3:34,18) oraz biegu na 5000 m (w finale zmagań osiągnął rezultat czasowy 13:14,39). Tymi złotymi medalami powtórzył osiągnięcie legendarnego fińskiego lekkoatlety Paavo Nurmiego z 1924 roku.
Marokańczyk odpuścił starty w sezonie 2005 z powodu infekcji wirusowej, natomiast w związku z kontuzją pleców nie brał udziału w halowych mistrzostwach globu w Moskwie. W maju 2006 roku zakończył karierę sportową, jako powód wskazując brak chęci i motywacji. W latach 2004–2012 pełnił funkcję członka Międzynarodowego Komitetu Olimpijskiego.

## Osiągnięcia
| Rok     | Zawody                                      | Miasto            | Miejsce | Konkurencja         | Wynik    |
| ------- | ------------------------------------------- | ----------------- | ------- | ------------------- | -------- |
| 1992    | Mistrzostwa świata w biegach przełajowych   | Boston            | 14.     | juniorzy, ind.      | 24:26    |
| 1992    | Mistrzostwa świata juniorów                 | Seul              | brąz    | bieg na 5000 m      | 13:46,79 |
| 1993    | Mistrzostwa świata w biegach przełajowych   | Amorebieta-Etxano | 15.     | juniorzy, ind.      | 21:28    |
| 1993    | Mistrzostwa świata w biegach przełajowych   | Amorebieta-Etxano | brąz    | juniorzy, druż.     | 76       |
| 1994    | Mistrzostwa świata w sztafecie maratońskiej | Litochoro         | złoto   | sztafeta maratońska | 1:57:56  |
| 1994    | Igrzyska frankofońskie                      | Paryż             | brąz    | bieg na 1500 m      | 3:43,54  |
| 1995    | Halowe mistrzostwa świata                   | Barcelona         | złoto   | bieg na 1500 m      | 3:44,54  |
| 1995    | Mistrzostwa świata                          | Göteborg          | srebro  | bieg na 1500 m      | 3:35,28  |
| 1996    | Igrzyska olimpijskie                        | Atlanta           | 12.     | bieg na 1500 m      | 3:40,75  |
| 1996    | Finał Grand Prix IAAF                       | Mediolan          | złoto   | bieg na 1500 m      | 3:38,80  |
| 1997    | Halowe mistrzostwa świata                   | Paryż             | złoto   | bieg na 1500 m      | 3:35,31  |
| 1997    | Mistrzostwa świata                          | Ateny             | złoto   | bieg na 1500 m      | 3:35,83  |
| 1997    | Finał Grand Prix IAAF                       | Fukuoka           | srebro  | bieg na 1 milę      | 4:04,55  |
| 1998    | Finał Grand Prix IAAF                       | Moskwa            | złoto   | bieg na 1500 m      | 3:32,03  |
| 1999    | Mistrzostwa świata                          | Sewilla           | złoto   | bieg na 1500 m      | 3:27,65  |
| 2000    | Igrzyska olimpijskie                        | Sydney            | srebro  | bieg na 1500 m      | 3:32,32  |
| 2001    | Halowe mistrzostwa świata                   | Lizbona           | złoto   | bieg na 3000 m      | 7:37,74  |
| 2001    | Mistrzostwa świata                          | Edmonton          | złoto   | bieg na 1500 m      | 3:30,68  |
| 2001    | Finał Grand Prix IAAF                       | Melbourne         | złoto   | bieg na 1500 m      | 3:31,25  |
| 2002    | Finał Grand Prix IAAF                       | Paryż             | złoto   | bieg na 1500 m      | 3:29,27  |
| 2003    | Mistrzostwa świata                          | Paryż             | złoto   | bieg na 1500 m      | 3:31,77  |
| 2003    | Mistrzostwa świata                          | Paryż             | srebro  | bieg na 5000 m      | 12:52,83 |
| 2004    | Igrzyska olimpijskie                        | Ateny             | złoto   | bieg na 1500 m      | 3:34,18  |
| 2004    | Igrzyska olimpijskie                        | Ateny             | złoto   | bieg na 5000 m      | 13:14,39 |
| Źródło: |                                             |                   |         |                     |          |

W latach 1998 oraz 2000-2002 czterokrotnie triumfował w cyklu Golden League. W każdym ze startów Marokańczyk wygrał określoną liczbę mityngów, by móc otrzymać z tego tytułu dodatkową nagrodę finansową.

## Rekordy życiowe
- bieg na 800 m – 1:47,18 (2 czerwca 1995, Turyn)
- bieg na 1500 m – 3:26,00 (14 lipca 1998, Rzym)
- bieg na 1 milę – 3:43,13 (7 lipca 1999, Rzym)
- bieg na 2000 m – 4:44,79 (7 września 1999, Berlin)
- bieg na 3000 m – 7:23,09 (3 września 1999, Bruksela)
- bieg na 5000 m – 12:50,24 (12 czerwca 2003, Ostrawa)
- chód na 10 km – 36:00 (6 stycznia 2008, Nicea)

Halowe
- bieg na 1500 m – 3:31,18 (2 lutego 1997, Stuttgart)
- bieg na 1 milę – 3:48,45 (12 lutego 1997, Gandawa)
- bieg na 3000 m – 7:33,73 (23 lutego 2003, Liévin)

Źródło: 
W latach 1999–2023 był z czasem 4:44,79 rekordzistą świata w biegu na 2000 m (jego wynik poprawił norweski lekkoatleta Jakob Ingebrigtsen). W hali zaś był rekordzistą świata w biegu na 1500 m (z rezultatem czasowym 3:31,18, w latach 1997-2019, jego osiągnięcie poprawił Samuel Tefera) oraz w biegu na 1 milę (także w latach 1997-2019, jego wynik 3:48,45 został poprawiony przez Yomifa Kejelchę).

## Odznaczenia i wyróżnienia
Trzykrotnie został wyróżniony tytułem najlepszego lekkoatlety sezonu według plebiscytu IAAF, w latach 2001-2003 – został pierwszym lekkoatletą, który trzy razy z rzędu wygrał taki plebiscyt. Magazyn Track and Field News umieścił Marokańczyka na 3. miejscu w gronie najlepszych lekkoatletów dekady 2000-2010. W 2004 roku został najlepszym zagranicznym sportowcem roku według plebiscytu organizowanego przez L’Équipe.
W 2014 roku został dopisany do listy członków IAAF Hall of Fame.